# ヴァエア・フィフィタ
ヴァエア・フィフィタ（Vaea Fifita、1992年6月17日 - ）は、ユナイテッド・ラグビー・チャンピオンシップ、スカーレッツに所属するラグビー選手。

## プロフィール
- トンガ・ヴァヴァウ諸島出身[1]。
- ポジションはロック(LO)、フランカー(FL)。
- 身長 197cm、体重 111kg
- 兄のレバもラグビー選手[2]。
- ニュージーランド代表通算キャップ数は11。
- トンガ代表キャップ数は9(2025年1月現在）でラグビーワールドカップ2023のトンガ代表に選ばれた[3]。

## 略歴
ウェリントン、ハリケーンズ、ワスプスを経て、2022年、スカーレッツに加入。